# Anna Campbell
Anna Montgomery Campbell (1991 - 15 maart 2018), ook bekend als Hêlîn Qereçox, was een Britse feministe, anarchist en activiste voor de afschaffing van de gevangenis, die vocht met de Vrouwelijke Volksbeschermingseenheden (YPJ) in het Rojava-conflict van de Syrische Burgeroorlog.

## Voorouders en vroege leven
Campbell werd geboren in Lewes in het Engelse graafschap East Sussex, als dochter van progressieve rockmuzikant Dirk Campbell. Haar moeder was Katherine Emma "Adrienne Katie", geboren als Bridges, de tweede vrouw van haar vader.
Campbell had militaire voorouders, met voorouders die dienden bij de Royal Navy en Royal Artillery. Haar grootvader diende in The Royal Tank Regiment in de Tweede Wereldoorlog.
Ze werd opgeleid in de onafhankelijke St Mary's Hall, Brighton, ging vervolgens studeren aan de Universiteit van Sheffield voordat ze naar Bristol verhuisde, waar ze werkte als loodgieter. Campbell was betrokken bij veel politieke bewegingen, waaronder de studentenprotesten in het Verenigd Koninkrijk in 2010, de Hunt Saboteurs Association, het Anarchist Black Cross en andere anarchistische en abolitionistische organisaties.

## Betrokkenheid bij het Rojava-conflict
Tijdens het Rojava-conflict vocht Campbell met de YPJ in de Deir ez-Zor-campagne, een aanval op de Islamitische Staat van Irak en het Levant- bolwerk Deir ez-Zor. Ze was ook betrokken bij de activiteiten van de YPJ ter ondersteuning van vrouwenrechten in Koerdistan. Volgens The New York Times was ze ontroerd door de verdediging van "een autonome, voornamelijk Koerdische regio in het noorden van Syrië, bekend als Rojava, waarvan de leiders pleiten voor een seculiere, democratische en egalitaire politiek, met gelijke rechten voor vrouwen".

## Dood
Campbell werd gedood door een raketaanval van de Turkse strijdkrachten tijdens de Turkse militaire operatie in het kanton Afrin, Operatie Olijftak. De YPJ kondigde aan:
Onze Britse kameraad Hêlîn Qereçox (Anna Campbell) is het symbool van alle vrouwen geworden nadat ze zich verzet had tegen het fascisme in Afrin om een vrije wereld te creëren. We beloven de strijd van Şehîd (martelaar) Hêlîn te vervullen en haar nagedachtenis te eren in onze strijd voor vrijheid.
Zij is de enige Britse vrouw die stierf in haar strijd voor de YPJ.
Na de aankondiging van de dood van Campbell, begon haar vader een campagne om haar lichaam terug te krijgen, dat pas door hulporganisaties kon worden gelokaliseerd als er een staakt-het-vuren was in het gebied. Dirk Campbell beschuldigde de Britse regering van 'een totaal gebrek aan proactiviteit' bij het helpen herstellen van haar lichaam dat vanaf 2019 nog moet worden hersteld van het slagveld.
Als reactie op de dood van Campbell blokkeerden demonstranten van het Bristol Kurdish Solidarity Network (BKSN) en vrienden van Campbell de kantoren van BAE Systems in Bristol. Activisten beschuldigen het bedrijf ervan wapens aan Turkije te hebben geleverd die tegen burgers in Rojava zijn gebruikt.
- Letter to Helin. Internationalist Commune of Rojava (20 March 2018). Gearchiveerd op 2 december 2021.